# بنزیمیدازول
بنزیمیدازول(به انگلیسی: Benzimidazole) یک ترکیب آلی آروماتیک هتروسیکل است. این ترکیب دو حلقه ای از اتصال یک حلقه بنزن و یک حلقه ایمیدازول تشکیل شده‌است . این ماده به صورت جامد بی رنگ است.

## فرآوری
بنزیمیدازول از طریق تراکم اورتو فنیلین دی‌آمین با فرمیک اسید،  یا تری‌متیل ارتوفرمات معادل آن تولید می‌شود:
C6H4(NH2)2 + HC(OCH3)3 → C6H4N(NH)CH + 3 CH3OH

## کاربردها
بنزیمیدازول‌ها اغلب از نظر زیستی فعال هستند. بسیاری از داروهای ضد انگل (آلبندازول، مبندازول، تری‌کلابندازول و غیره) از دسته ترکیبات بنزیمیدازول هستند. همچنین قارچ کش‌های بنزیمیدازولی به صورت تجاری تولید شده‌اند. 

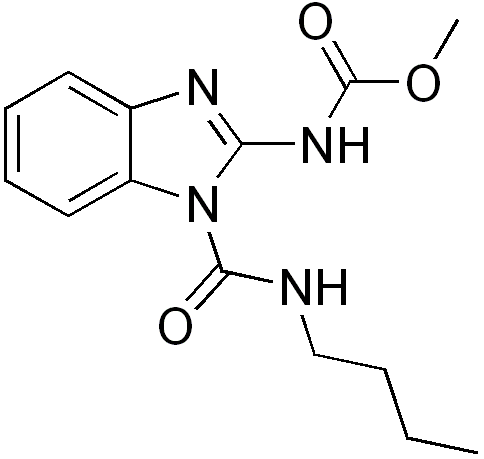
بنومیل (بنلات) یک قارچ کش با هسته بنزیمیدازولی است.

چندین رنگدانه از بنزیمیدازول‌ها تهیه می‌شود.